# Hsinchu

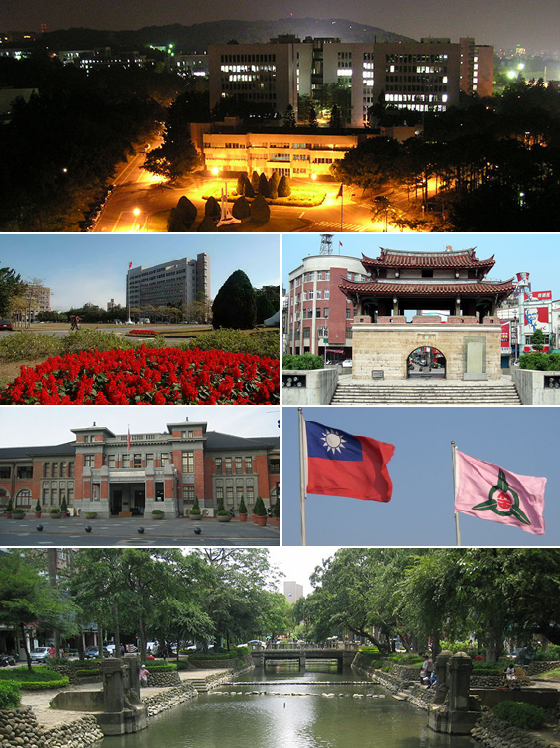
Diverse motiv från Hsinchu.

Hsinchu (新竹), alternativt Xinzhu, är en stad på provinsnivå i norra Taiwan. Folkmängden uppgick till 411 587 invånare i slutet av 2009, med totalt 742 571 invånare i hela storstadsområdet. Borgmästare är Hsu Ming-Tzai (許明財). Staden är ett centrum för högteknologiska industrier, och tack vare detta har staden den högsta inkomstnivån i hela Taiwan.
Hsinchu ligger ungefär 60 kilometer från Taipei. Staden är kustnära och är sedan länge ett centrum för handel med jordbruksprodukter.